# 槇智雄
槇 智雄（まき ともお、1891年（明治24年）12月12日 - 1968年（昭和43年）10月3日）は、日本の政治学者。専門は、イギリス憲法史・政治制度史。防衛大学校名誉教授。保安大学校長・初代防衛大学校長、白梅学園短期大学学長を歴任。登山家の槇有恒は実弟。

## 経歴
宮城県仙台市出身。父は新潟県士族・槇武。父の仙台赴任中に生まれた。
- 1903年（明治36年）慶應義塾普通部入学
- 1914年（大正03年） 慶應義塾大学部理財科卒業[1]
- 1916年（大正05年） オックスフォード大学に留学（バチェラー・オブ・アーツ）[1]
- 1921年（大正10年） 慶應義塾大学予科教員[1]
- 1924年（大正13年） 同教授[1]
- 1925年（大正14年） 体育会理事[1]
- 1932年（昭和07年） 高等部主任[1]
- 1933年（昭和08年） 慶應義塾理事となり、小泉信三塾長を補佐する[1]
- 1939年（昭和22年） 藤原工業大学理事を兼務[1]
- 1942年（昭和17年） 慶應義塾大学予科主任[1]
- 1947年（昭和22年） 小泉塾長の退任と同時に慶應義塾退職
- 1952年（昭和27年） 保安大学校教授、同校長（幹部保安官・警備官教育を目的とした保安大学校の設置にあたり、吉田茂首相と懇意だった小泉の推薦）
- 1954年（昭和29年） 防衛大学校教授、同校長（イギリス流のリベラリストとして知られ、軍事専門教育に偏しない紳士としての素養を持った士官の養成を目指し、リベラルアーツ型の教育を推進）
- 1957年（昭和32年） 白梅学園短期大学理事（兼任）
- 1965年（昭和40年） 同退官、防衛大学校名誉教授。白梅学園短期大学学長就任、在職中に死去。墓所は多磨霊園。

1965年叙勲二等授瑞宝章。1968年賜銀盃一個、叙従三位。

## 家族
- 父・槇武（1861年 - 1942年1月28日） - 長岡藩士・槇小太郞の長男。慶應義塾を卒業後、奧羽日日新聞に入社、のちに主筆となる[2]。米穀取引所理事、三井銀行を経て、1907年に新竹製脳会社を興して取締役に就任、その後、岩城炭鉱、新竹拓殖軌道の社長のほか、有阪製袋、新竹電燈、台湾製脳、台湾製塩、花蓮港木材などの重役を務めた[2]。
- 父方叔父・槇哲 (1866-1939) - 槇小太郞の次男。慶應義塾理財科卒業後、慶応義塾監督、舎監を経て、1896年北越鉄道入社、王子製紙を経て、1906年日本統治下の台湾で塩水港製糖支配人となり、のち社長に就任[3][4]。台湾花蓮港木材、新日本砂糖工業、東北砂鉄でも社長を務めたほか、台湾倉庫、南昌洋行、台湾製脳、台湾電気興業、台湾生薬、南満州製糖の重役など、植民地経営に尽力した[3]。
- 岳父・小田切万寿之助[2]
- 弟・槇有恒 - 登山家
- 甥・槇文彦 - 建築家

## 著書
- 『防衛の務め - 防衛大学校における校長講話』甲陽書房、1965年、増補版1968年
- 『米・英・仏士官学校歴訪の旅 - 自由民主国家の士官養成』甲陽書房、1969年
- 『防衛の務め　自衛隊の精神的拠点』中央公論新社、2009年、新版2020年

### 共著
- 『渡欧だより 其2 渡欧だより(槙智雄) 渡米だより(槙哲）』岸田書店、1917年、槙英子編
- 『西洋史講座12 西洋政治制度史』ほか　雄山閣、1932年